# 日吉町 (東京都府中市)
日吉町（ひよしちょう）は、東京都府中市の地名。現行行政地名は「丁目」の設定のない単独町名である。
郵便番号は183-0024。

## 地理
府中市の中央に位置する。

東から時計回りで、府中市清水が丘、府中市是政、府中市矢崎町、府中市本町、府中市宮町、府中市八幡町、に隣接する。

### 概要
街区全域が東京競馬場の敷地と関連道路となる。詳細は東京競馬場を参照のこと。

## 交通

### 鉄道
| 隣接する街区の駅                                                                   |
| ---------------------------------------------------------------------------------- |
| 京王競馬場線 - 府中競馬正門前駅(KO 46) 南武線 武蔵野線 - 府中本町駅(JN 20) (JN 35) |

## 施設

### 日吉町
- 東京競馬場